# Università di petrolio e gas di Ploiești
L'Università di petrolio e gas di Ploieşti (in romeno Universitatea Petrol-Gaze, UPG) è un'università pubblica a Ploiești, in Romania. 

## Storia
Fondata nel 1948 sotto il nome di Istituto di Petrolio e Gas, in risposta alla crescente industrializzazione in Romania e alla mancanza di un'istruzione di alto livello nei giacimenti di petrolio e gas, ha guadagnato rapidamente lo status di università, cambiando quindi il suo nome in quello attuale nel 1993 e si estende con nuove facoltà e dipartimenti nel campo delle scienze economiche e umanistiche.

## Struttura
La struttura accademica dell'UPG comprende cinque facoltà: 
- Ingegneria meccanica ed elettrica
- Ingegneria del petrolio e del gas
- Lettere e scienze
- Scienze economiche
- Tecnologia del petrolio e petrolchimica